# アニメ コンテンツ エキスポ

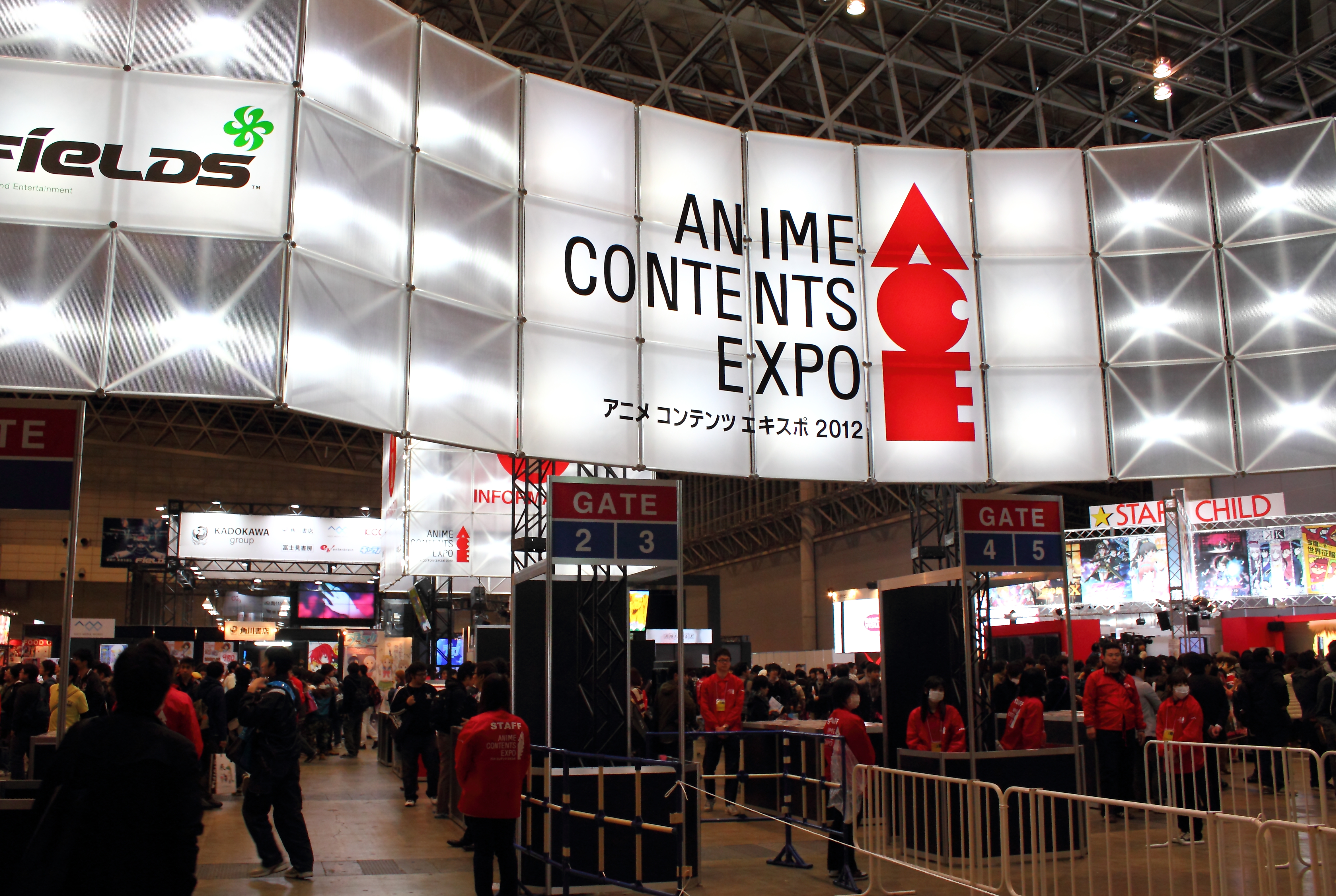
アニメ コンテンツ エキスポ 2012

アニメ コンテンツ エキスポ（Anime Contents Expo）は「アニメ コンテンツ エキスポ実行委員会」が主催し、千葉県千葉市美浜区の幕張メッセで開催されていた、アニメーションに関する日本の展示会である。略称はACE（エース）。

## 開催までの経緯

### 東京国際アニメフェアとの分裂騒動
東京都主催の東京国際アニメフェア（TAF）の2011年の開催に関して、コミック10社会に加盟する出版社が一斉にボイコットを表明、この事務局を担当する日本動画協会が実行不能な事態になると声明を公表した。これは都議会で2010年12月に成立した東京都青少年の健全な育成に関する条例改正案が、過剰な表現規制を志向したものであるとして業界が反発したものである。
こうした中、2011年3月24日から27日まで（前半2日はビジネスデー、後半2日が一般公開）開催が予定されていたTAF2011に事実上対抗する形で企画され、26日・27日に幕張メッセ展示ホール3&4での開催が決定されたものである。ただし、TAFとの日程のバッティングに関しては、準備委員会のメンバーである角川書店社長・井上伸一郎は「全くの偶然」として故意性を否定していた。
また、同一日程で幕張メッセでは、アニメソングの音楽フェスティバル「A FES」が開催される予定であった。

### 震災による中止（2011年）
しかし3月11日に発生した東北地方太平洋沖地震（東日本大震災）に伴い、TAF2011・ACE共に開催中止となった。
3月14日に、A FESが開催中止を発表、3月16日にはTAF2011の中止が発表され、日程が競合することはなくなったが、ACEも3月17日に中止を決定、公表した。
5月17日、TAF主催者側である石原慎太郎・東京都知事は「ニコニコ生放送」で配信された生中継番組『田原総一朗 談論爆発!』に出演した際、震災によるイベントの中止について「ざまあみろ」と述べ、「エロマンガの内容には目をつぶるが、そのような本を子どもの手の届くところに置くなという条例を作ったもので、なぜこれが言論統制なのか」と主張し、条例案への批判は的外れという見方を示した。その場に同席した田原総一朗は「例えば大人の本でも、ヌードが多い本なんかは、ビニールで囲ってある。その程度のことをやれってことでしょ?」と同意を示した。この時の「ざまあみろ」との発言に関して、朝日新聞は「このような発言を続ける人物が首都の首長でいられること、そして選んだ都民の神経を疑う」という読者の投書を載せた。
『週プレNEWS』によれば、アニプレックスのプロデューサー・高橋祐馬はアニメ コンテンツ エキスポの主催者を代表して「映像メーカーは条例の問題以前に、出版社と歩みを共にするという意識が強かった」と話している。

### 1年越しの初開催へ
その後、ACEは10月24日に、翌2012年3月31日・4月1日、前年に予定していた会場と同じ幕張メッセにおいて、改めて開催することを正式に発表した。
高橋祐馬は、2011年に予定していたものと同規模または数割増での動員を仮計算しても運営費が数千万円の赤字になること、それでも昨年応援してくれたファンへの感謝の気持ちから開催するとしている。なお、2012年のTAFは3月22日から25日まで（前半2日はビジネスデー、後半2日が一般公開）となり、日程は重複しなかった。
角川の関係者はこの分裂状況について「目的は同じ。いつまでもすみ分けするのがいいと思ってはいない」と述べている。
初開催となったACE2012は、5万枚の事前入場券を発売し、2日間での総来場者は約4万2千人となった。
2012年の開催終了後、実行委員会は、2013年内の開催に関しては未定としており、2012年は「アニメコンテツエキスポ」という形で提示したが『ファンと作品との良い出逢いの場を作る』という目的のためにより良い形があるのであれば改めて提示する、とのコメントを発表した。

## 終焉、そしてAnimeJapanへと発展
そして同年10月1日に、2013年も開催する事が正式に発表され、出展社数を増やすとともに会場も広くした。結果的に2日間で7万675人が来場し、2013年のパブリック2日間で8万1441人が来場したTAFに匹敵するアニメイベントとなった。
しかし、2014年からはTAFと統合する形で「AnimeJapan」として新たに開催されることが決定されたため、ACEは2013年で終了となった。

## 開催規模
| 回数  | 開催期間              | 来場者数（人） | 出展者数 |
| ----- | --------------------- | -------------- | -------- |
| 第1回 | 2012年3月31日・4月1日 | 41628          | 55       |
| 第2回 | 2013年3月30日・31日   | 70675          | 75       |

## 2011年出展予定企業一覧
2011年に出展予定であった企業（2011年3月4日時点）。
★は準備委員会構成企業。◎は東京国際アニメフェア2011（開催中止）にも出展を予定していた企業。出展名義は、社名とは限らない場合がある。括弧内は企業名（当時の企業名または注釈）。
- ★アニプレックス
- ◎アニマ
- ★アニメイト
- アミューズメントメディア総合学院
- 入江泰浩（個人）
- インターネットラジオステーション＜音泉＞（タブリエ・コミュニケーションズ）
- ウェーブ
- エンターブレイン
- 大阪放送（ラジオ大阪/1314 V-STATION）
- 角川コンテンツゲート
- ★角川書店
- 神田のカメさん法律事務所
- Gift
- キャラアニ
- 近畿日本ツーリスト
- ◎グッドスマイルカンパニー
- クロックワークス
- 神戸芸術工科大学
- コスパ（コスパ/二次元コスパ）
- コミックス・ウェーブ・フィルム
- サーファーズパラダイス
- ◎サテライト
- ★ジェネオン・ユニバーサル・エンターテイメントジャパン
- スターチャイルド（★キングレコード）
- ソニー・コンピュータエンタテインメント
- ◎テレビ東京
- ◎電通
- トイズ・プランニング
- 東京スクールオブミュージック専門学校
- ドワンゴ
- ニトロプラス
- ◎パルテノンプロダクション
- 響
- ◎BS11デジタル（日本BS放送）
- 富士見書房
- フリルラレコード
- ブロッコリー
- ★フロンティアワークス
- ◎文化放送
- ボークス
- ★マーベラスエンターテイメント
- ★メディアファクトリー
- ◎ユーフォーテーブル

## アニメ コンテンツ エキスポ情報局〜ここが、ACEの最前線!!〜
ニコニコ生放送にて、実行委員会構成企業の広報担当者による開催前情報番組『アニメ コンテンツ エキスポ情報局〜ここが、ACEの最前線!!〜』が生放送（ライブストリーミング配信）された。司会者は、角川書店アニメーション部広報の西山洋介と、アニプレックスの高橋祐馬。
2011年2月15日から毎週火曜日に、21:30からの60分番組（実際の終了時刻は若干前後する）として放送され、3月8日の第4回までが配信された。3月13日には第5回が予定されていたが、東北地方太平洋沖地震のため中止となった。運営企業のドワンゴの特別な計らいで、会員種別を問わずに回数制限無しでタイムシフト（ライブ配信終了後のオンデマンド配信）でも視聴できた。ACE開催まで見られる予定だったが、ACE中止決定により3月17日で終了した。
番組中に投稿を読まれると、入場チケット（両日分セット）がプレゼントされることになっていた。